# Albert Manteca
Albert Manteca Buldo (* 10. Juni 1988 in Barcelona) ist ein spanischer Fußballspieler.

## Karriere
Manteca spielte in seiner Jugend für den CF Damm und den FC Barcelona. Danach spielte er für den Burgos CF. Zur Saison 2009/10 wechselte er zum Drittligisten CF Gavà. Sein Debüt in der Segunda División B gab er im August 2009, als er am ersten Spieltag jener Saison gegen die B-Mannschaft des FC Valencia in der Startelf stand und in der 76. Minute durch Patricio Manso ersetzt wurde. Seinen ersten Treffer für Gavà machte er im September 2009 bei einem 3:3-Remis gegen den FC Badalona. Bei einer 4:2-Niederlage gegen den CD Alcoyano im November 2009 machte er erstmals zwei Treffer in einem Spiel in der Segunda División B. Zu Saisonende musste er mit Gavà aus dieser jedoch absteigen.
Daraufhin wechselte Manteca 2010 zur UE Sant Andreu. Für den Verein absolvierte er in der Saison 2010/11 28 Spiele in der dritthöchsten spanischen Spielklasse, in denen er drei Tore erzielte. Nach einer Saison bei Sant Andreu schloss er sich 2011 der B-Mannschaft von Celta Vigo an. Mit dieser stieg er in der Saison 2011/12 in die Tercera División ab. Bis zum Abstieg absolvierte er 32 Spiele in der Segunda División B, in denen er vier Treffer machte.
Im Januar 2013 wechselte er nach Österreich zum Zweitligisten SKN St. Pölten. Im März 2013 debütierte er in der zweiten Liga, als er am 22. Spieltag der Saison 2012/13 gegen den SCR Altach in der 74. Minute für Mirnel Sadović eingewechselt wurde. Seinen ersten Treffer für die Niederösterreicher machte er im April 2013 bei einem 1:1-Remis gegen Altach. Nach Saisonende verließ Manteca den Verein.
Daraufhin spielte er 2014 für den Sisaket FC in der thailändischen Thai Premier League. In der Winterpause der Saison 2014/15 kehrte er nach Spanien zurück, wo er sich ein zweites Mal der UE Sant Andreu anschloss. Für den Verein absolvierte er fünf Spiele in der Segunda División B, ehe man zu Saisonende aus dieser abstieg. Daraufhin verließ Manteca Sant Andreu.